# Јован Јовановић (фудбалер, 1985)
Јован Јовановић (Лесковац, 2. октобра 1985) српски је фудбалер, који тренутно наступа за Дубочицу. Висок је 188 центиметарa и игра у нападу.

## Трофеји и награде
Будућност Банатски Двор
- Прва лига Србије: 2004/05.[5]

Синђелић Ниш
- Српска лига Исток: 2009/10.[6]

Раднички Ниш
- Прва лига Србије: 2011/12.[7]

Радник Сурдулица
- Прва лига Србије: 2014/15.[8]